# Уманский, Сёмен Петрович
Сёмен Петрович Уманский (9 мая 1909, Москва — 9 мая 2005, там же)— ведущий конструктор предприятий авиационной промышленности СССР; заместитель Главного конструктора, ведущий конструктор завода № 918 Министерства авиационной промышленности СССР (научно-производственного предприятия «Звезда»); один из создателей систем жизнеобеспечения, а также скафандров для лётчиков и космонавтов; писатель, популяризатор науки, историк космонавтики и ракетно-космической техники.
Автор и соавтор многих научных трудов по авиационным и космическим скафандрам, но в открытой печати известен как автор многих книг по истории ракетной и космической техники.

## Биография
Семён Петрович Уманский родился 26 апреля (9 мая) 1909 года в Москве.
В 1926 году окончил воздухоплавательную школу, в 1932 году — Гидросиловое отделение Московского политехникума, по его окончании работал на предприятии «Дирижабльстрой», технической частью которого руководил итальянский конструктор Умберто Нобиле.
В 1935 году окончил факультет самолётостроения Московского авиационного института (до 1992 года — Московский авиационный институт имени Серго Орджоникидзе, ныне — Московский авиационный институт (Национальный исследовательский университет, МАИ)).
По окончании института работает в Центральном аэрогидродинамическом институте имени профессора Н. Е. Жуковского в должности начальника бригады по разработке фюзеляжей в Конструкторском бюро В. М. Петлякова, затем (до 1939 года) — в должности начальника бригады вооружения в Конструкторском бюро В. Н. Беляева, где принимал участие в создании планеров БП-2 и БП-3 (самолётов-«бесхвосток»).
В 1939 году по предложению С. А. Лавочкина перешёл в организованное им ОКБ-21 на должность начальника бригады центроплана.
Активно участвовал во внедрении в серию самолёта ЛаГГ-3 конструкции С. А. Лавочкина, В. П. Горбунова и М. И. Гудкова.
Затем Семён Петрович работал ведущим конструктором по самолёту ЛА-5 с ускорителем на базе жидкостного ракетного двигателя разработки В. П. Глушко.
С 1948 года С. П. Уманский работал на Опытном заводе № 1 Министерства авиационной промышленности СССР в поселке Подберезье (ныне в составе города Дубна Московской области), где вместе с немецкими специалистами участвовал в создании сверхзвукового самолета (со скоростью, превышающей скорость звука в воздухе, — полёт с числом Маха M = 2), в кабине которого лётчик находился в лежачем положении.
Работал в высотной лаборатории Лётно-исследовательского института (ныне носящего имя М. М. Громова; город Жуковский Московской области), где занимался стендовыми и лётными испытаниями систем индивидуальной защиты, спасения и комплектами кислородного оборудования.
В октябре 1952 года Семён Петрович Уманский вместе с другими членами коллектива лаборатории был переведён на работу на только что созданный Завод № 918 Министерства авиационной промышленности СССР (ныне — НПП «Звезда» имени Г. И. Северина, посёлок Томилино Люберецкого района Московской области).
В 1978 году С. П. Уманский уволился с предприятия в связи с уходом на заслуженный отдых.
Умер 9 мая 2005 года — в день своего 96-летия.
Похоронен в Москве, на Востряковском кладбище (уч. № 49), рядом с могилой отца.

## Разработка систем жизнеобеспечения и снаряжения лётчиков и космонавтов
Семён Петрович был одним из создателей систем жизнеобеспечения и снаряжения лётчиков и будущих покорителей космоса.
В течение года (в 1952—1953) являлся заместителем Главного конструктора предприятия, затем ведущим конструктором и начальником конструкторской бригады.
Под его руководством были созданы:
• высотные спасательные скафандры ВСС-04, ВСС-05 и высотный скафандр ВС-06 (1953 год, вместе с А. И. Бойко);
• скафандры для истребителя СИ-1 и СИ-3, а также для бомбардировщика СБ-2 (1955 год);
• скафандры для истребителя СИ-3М и для бомбардировщика СБ-4 (1956 год);
• скафандры для истребителя СИ-5 и для бомбардировщика СБ-4Б (1957 год);
• скафандр С-9 (1959 год).
Скафандр СИ-3М предназначался для спасения с высот до 30 километров при полётах на самолётах Як-25М, Як-27В, Е-50.
В таких же скафандрах проводили испытания средств спасения самолёта Як-25РВ парашютист-испытатель НИИ ВВС П. И. Долгов и его дублёр, майор медицинской службы В. Г. Лазарев, который после медицинского института прошёл обучение на лётчика-испытателя, а затем стал лётчиком-космонавтом СССР.
Вместе с парашютистом-испытателем НИИ ВВС майором Е. Н. Андреевым они готовили прыжок из двухместного стратостата «Волга» с целью установления мировых рекордов и испытания перспективных парашютных систем.
Рекорд свободного полёта в прыжке с задержкой раскрытия парашюта, равный 24 808 метрам, был установлен Героем Советского Союза Е. Н. Андреевым 2 ноября 1962 года.
Однако второй рекордный прыжок с высоты 28 640 метров стоил жизни его напарнику, командиру экипажа стратостата «Волга» полковнику П. И. Долгову. Он прыгал в высотном скафандре СИ-3М, плексигласовый шлем которого разгерметизировался от удара о люк во время выхода из стратостата.
Экспериментальный скафандр С-9 (ведущий конструктор С. П. Уманский) и созданный в это же время серийный скафандр «Воркута» (ведущий конструктор А. И. Бойко), которые обеспечивали время пребывания до 12 часов, в том числе плавание в холодной воде при температуре 0—10 °С, спасение с высоты до 50 километров, катапультирование при скоростях полета до 1200 км/ч, а также выполнение боевой работы на высоте 30 километров в течение 4 часов.
Оба эти скафандра послужили прототипами для первого скафандра космонавта «СК-1» Юрия Гагарина.
Семён Петрович был также разработчиком скафандра «Орёл», который предназначался для членов экипажа советского «лунного» космического корабля.
Он создавался по классической схеме мягкого скафандра со съёмным наспинным ранцем, с системой жизнеобеспечения, который получил название «Байкал».
В связи с принятием в 1968 году решения об использовании для лунной программы скафандров полужесткого типа работы по скафандру «Орёл» приобрели несколько другое направление. Разработка была продолжена с целью его использования в качестве аварийно-спасательного скафандра как для высотных самолётов (модификация «Орел-А»), так и для космических летательных аппаратов.